# 特雷霍特
特雷霍特（英語：Terre Haute，/ˈtɛrə ˈhoʊt/ TERR-ə HOHT）是美國印第安納州西部的一座城市、維戈縣縣治。位於印州西部沃巴什河東岸的一處高地（城名是法語「高地」的意思）。面積83.1平方公里（FIPS称面积为93.15平方公里），2020年人口58,389人（美国2020年人口普查数据）。美国著名现实主义作家西奥多·德莱赛1871年出生于该地。特雷霍特采用强市长-议会制（现任市长为布兰登萨克本，民主党人）选举为每四年一次，要求与总统大选年错开，下一次选举为2027年（截至2025年7月）
1832年設鎮，1853年設市。